# Robert Perić-Komšić
Robert Perić-Komšić (Sarajevo, 30 marzo 1999) è un calciatore croato, attaccante dell'Uljanik Pola.